# 楊-米爾斯理論
楊-米爾斯理論是一種基於SU(N)群的规范场论，在數學和物理學中有很重要的應用。例如，粒子物理學的標準模型是一種楊米論，有{\displaystyle G=U(1)\times SU(2)\times SU(3)}的規範。楊米作用量是
{\displaystyle {\mathcal {S}}_{YM}={\frac {1}{2}}\int -tr(F\wedge *F)}。

## 历史
在1953年，沃爾夫岡·泡利將五維的卡魯扎-克萊因理論拓展到六維。 但是，沒有證據表明，他推導了規範場的拉格朗日量或者將其量化。因為他發現到他的理論“導致一些相當不實際的陰影粒子”，所以選擇不發表他的成果。雖然這項成果沒有正式寫成論文發表，但他之後在蘇黎世的演講中談論過這個理論。 最近的研究表明，擴展的卡魯扎-克萊因理論和當年楊振寧與羅伯特·米爾斯的方程不同，因為前者包含附加項。
1954年，楊振寧與羅伯特·米爾斯寫下了現今使用的楊-米爾斯理論，將原本可交換群的規範理論（應用在量子電動力學上）拓展到不可交換群，以解釋強交互作用。 楊 - 米爾斯的想法受到了沃爾夫岡·泡利的批評，原因在於楊-米爾斯理論的量子必須質量為零以維持規範不變性，但是這些“質量為零”的粒子在自然界中並沒有見到，所以楊振寧與羅伯特·米爾斯論文無法解釋量子粒子的質量問題。因此，這個理論在當時並未受到重視。一直到1960年代，為了給這些無質量的粒子以質量，南部陽一郎、傑弗里·戈德斯通、喬瓦尼·喬納-拉希尼歐等人開始運用對稱性破缺的機制，從零質量粒子的理論中去得到帶質量的粒子，楊-米爾斯理論的重要性才顯現出來。
1967年， 溫伯格和格拉肖基於規範對稱的自發破缺，把格拉肖在1961年提出的電弱統一理論建立在了楊-米爾斯場論的基礎之上，並引入了希格斯機制，提出具有U(1) ×SU(2)規範對稱性的電弱理論。結合漸近自由度的思想，1972年，弗里茲希（H. Frizsch）和蓋爾曼（M. Gell-Mann）提出了具有SU（3）規範對稱性的楊-米爾斯理論, 建立了量子色動力學。描述電磁力和弱力的 電弱理論和描述强力的量子色動力學一起構成現今所謂的粒子物理的標準模型。
由於楊米爾斯理論的重要性及楊振寧在該理論工作的開創性貢獻，1994年，在授予楊振寧鮑爾獎的頒獎詞評價道「這項工作已经排列在牛頓、麥克斯韋和愛因斯坦的工作之列，並必將對未來幾代產生類似的影響。」

## 數學公式
{\displaystyle {\mathcal {L}}_{YM}\equiv -2tr(F\wedge *F)=-{\frac {1}{4}}(F_{\mu \nu }^{i})^{2}}
其中{\displaystyle F=dA+A^{2}=d_{D}A} 是曲率形式，A是联络形式。{\displaystyle d_{D}A}外共变导数。F是矩陣場，元素等於
{\displaystyle F_{\mu \nu }=\partial _{\mu }A_{\nu }+[A_{\mu },A_{\nu }]}
{\displaystyle F_{\mu \nu }^{i}\equiv \partial _{\mu }A_{\nu }^{i}-\partial _{\nu }A_{\mu }^{i}+gf^{ijk}A_{\mu }^{j}A_{\nu }^{k}}

## 例如
- 標準模型 {\displaystyle G=U(1)\times SU(2)\times SU(3)}的楊米場論
- 量子色動力學 {\displaystyle G=SU(3)}
- 電弱交互作用 {\displaystyle G=U(1)\times SU(2)}
- 馬克士威方程組、电磁学、量子電動力學 {\displaystyle G=U(1)}

## 楊米的經典解
閱讀瞬子。

## 量子化的YM場論
閱讀楊-米爾斯存在性與質量間隙、路徑積分表述。楊米爾斯有漸近自由、手徵對稱性破缺、以及質量間隙。YM場論也有夸克禁閉。但是現在沒有數學證明，只有計算機和格點規範理論支持的猜想。

## 參閱
- 楊-米爾斯存在性與質量間隙
- 規範固定
- 卡魯扎-克萊因理論
- 物理中的對稱性
- 量子规范理论（英语：Quantum gauge theory）
- 杨-米尔斯-希格斯方程组（英语：Yang–Mills–Higgs equations）

幾何和數學
- 瞬子（楊米的經典解）
- BPST瞬子
- 外共变导数
- 规范共变导数（英语：Gauge covariant derivative）
- 阿哈羅諾夫－玻姆效應

## 延伸閱讀
書籍
- Frampton, P.  3rd. Wiley-VCH. 2008. ISBN 978-3527408351.
- Cheng, T.-P.; Li, L.-F. . Oxford University Press. 1983. ISBN 0-19-851961-3.
- 't Hooft, Gerardus. . World Scientific. 2005. ISBN 981-238-934-2.
- John C. Baez. Gauge fields, Knots, and Gravity.
- Nash and Sen. Topology and Geometry for Physicists.
- David Tong notes. http://www.damtp.cam.ac.uk/user/tong/gaugetheory.html （页面存档备份，存于）
- Michael Nielsen. Intro to Yang Mills. http://michaelnielsen.org/blog/yang_mills.pdf （页面存档备份，存于）
- Baez. Gauge fields, Knots, Gravity.
- Zee (徐一鴻). QFT in Nutshell.
- Michael Nielsen. Intro to YM. http://michaelnielsen.org/blog/yang_mills.pdf （页面存档备份，存于）

文章
- Svetlichny, George. . 1999. arXiv:math-ph/9902027  |class=被忽略 (帮助).
- Gross, D.  (PDF). 1992  [2009-04-23]. （原始内容 (PDF)存档于2009-03-16）.

## 外部連結
- Yang-Mills theory on DispersiveWiki
- The Clay Mathematics Institute
- The Millennium Prize Problems